# Dolores Claiborne (roman)
Dolores Claiborne är en roman skriven av Stephen King från 1992. Den gavs ut i svensk översättning 1993. Boken filmatiserades 1995 under samma titel, med Kathy Bates i titelrollen.

## Handling
Dolores Claiborne intervjuas av polisen efter att hennes arbetsgivare, den förmögna äldre damen Vera Donovan, avlidit. Claiborne erkänner dock att indirekt ha mördat sin make under en solförmörkelse, nästan 30 år tidigare. "Erkännandet" utvecklar sig till en historia om hennes liv, hennes problemfyllda äktenskap och relationen till arbetsgivaren.